# Nantokita
La nantokita és un mineral de la classe dels halurs que pertany al grup de la clorargirita. Rep el seu nom de la localitat de Nantoko, a la Província de Copiapó (Xile).

## Característiques
La nantokita és un halur, un clorur de coure anhidre, amb fórmula química CuCl. Cristal·litza en el sistema isomètric formant cristalls tetraèdrics. La seva duresa a l'escala de Mohs és 2 a 2,5. És incolora i transparent quan està fresca.
Segons la classificació de Nickel-Strunz, la nantokita pertany a «03.AA - Halurs simples, sense H₂O, amb proporció M:X = 1:1, 2:3, 3:5, etc.» juntament amb els següents minerals: marshita, miersita, UM1999-11:I:CuS, tocornalita, iodargirita, bromargirita, clorargirita, carobbiïta, griceïta, halita, silvina, vil·liaumita, salmiac, UM1998-03-Cl:Tl, lafossaïta, calomelans, kuzminita, moschelita, neighborita, clorocalcita, kolarita, radhakrishnaïta, challacolloïta i hephaistosita.

## Formació i jaciments
Es tracta d'un mineral secundari en dipòsits hidrotermals que contenen coure, rarament es troba en sublimats volcànics. Sol trobar-se associada a altres minerals com: cuprita, coure natiu, atacamita, paratacamita, claringbul·lita, cerussita o hematites. Va ser descoberta l'any 1868 a la mina Carmen Bajo, a Nantoko (Província de Copiapó, Xile).